# Anita Välkki
Anita Välkki (Sääksmäki, 25 ottobre 1926 – Helsinki, 27 aprile 2011) è stata un soprano finlandese.

## Biografia
Nata a Sääksmäki e cresciuta a Helsinki, esordì a teatro nel 1952 e due anni più tardi fu scritturata dall'Opera Nazionale Finlandese.
Nel 1960 fece il suo esordio internazionale come Brunilde ne La Valchiria all'Opera reale svedese; tornò a cantare la parte in occasione dei suoi debutti al Covent Garden (1961), al Metropolitan Opera House (1962) e alla Wiener Staatsoper (1962). Nel 1963 e nel 1964 cantò al Festival di Bayreuth come Brunilde e nel ruolo della terza norna ne Il crepuscolo degli dei. Tornò al Covent Garden come Aida nel 1962 e poi come Turandot nel 1966, mentre a Vienna fu Turandot e Senta tra il 1963 e il 1964. Nel 1965 cantò come Senta, Brunilde e Turandot (accanto a Franco Corelli) al Met, dove tornò a cantare nelle due stagioni successive come Kundry in Parsifal, Venus in Tannhäuser e Turandot.
Dagli anni Settanta cantò quasi esclusivamente in patria e dopo il ritiro dalle scene negli anni Ottanta si dedicò all'insegnamento. Morì a Helsinki nel 2011 all'età di 84 anni.

## Discografia parziale
Registrazioni dal vivo
- Turandot, Met 1966, con Anita Valkki, Teresa Stratas, Bonaldo Giaiotti, dir. Kurt Adler ed. House of Opera